# Stazione di Leggia
La stazione di Leggia era una stazione ferroviaria posta lungo la ex linea ferroviaria a scartamento ridotto Bellinzona-Mesocco chiusa nel 1972, era a servizio del comune di Leggia.

## Storia
La stazione aperta il 6 maggio 1907, della prima tratta da Bellinzona a Lostallo per il completamento della linea Bellinzona-Mesocco e chiusa il 27 maggio 1972 al traffico viaggiatori. Dal 1995 venne riattivata insieme tratta fra Castione e Cama al traffico turistico e dismessa definitivamente il 27 ottobre 2013.

## Strutture ed impianti

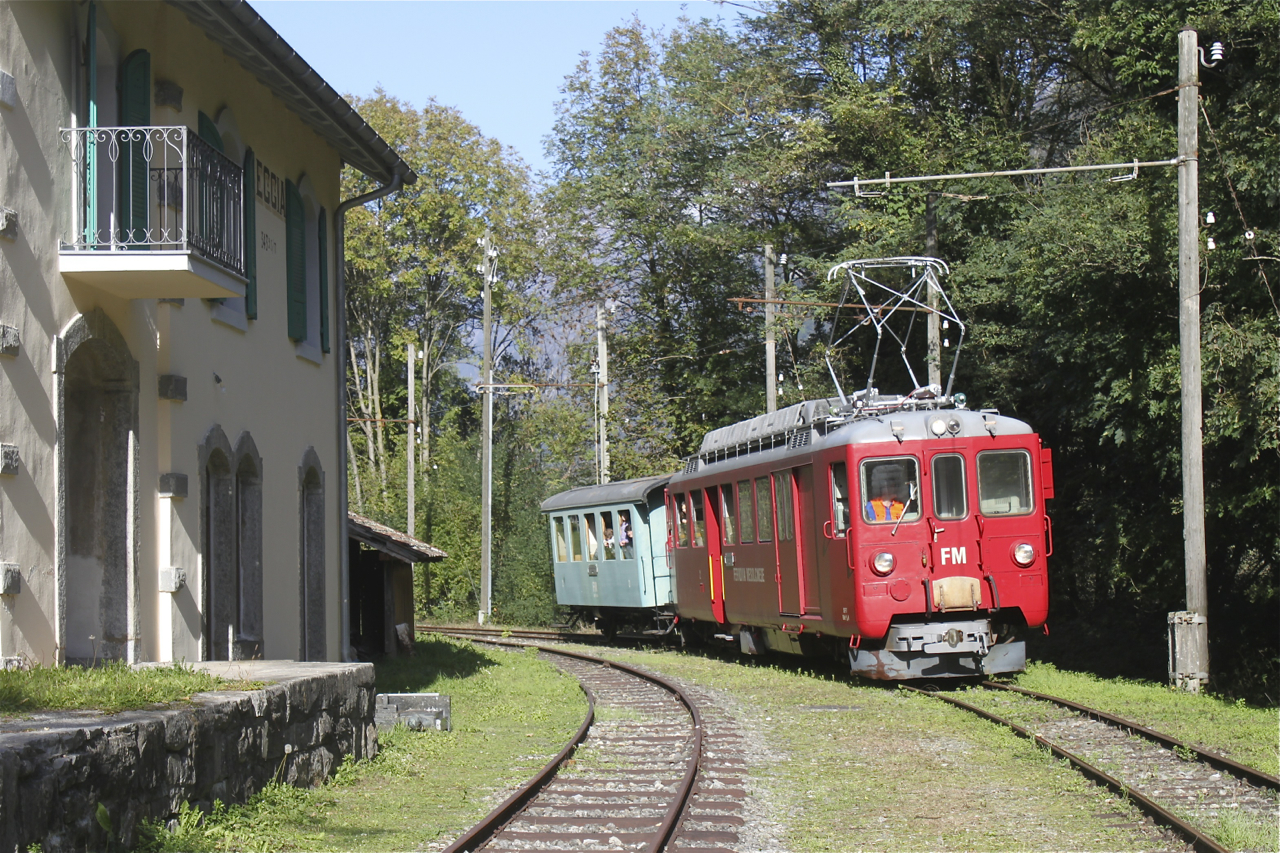
Nel 2012

Era costituita da un fabbricato viaggiatori e due binari dove sono ancore presenti. Alla riapertura il binario 1 stato riallacciato alla ferrovia e successivamente venne tolto in parte, solo il binario 2 è stato riutilizzato. Alla chiusura definitiva della tratta il binario è stato smantellato.